# Modrus
Modrus (horvátul: Modruš) falu Horvátországban Károlyváros megyében. Közigazgatásilag Josipdolhoz tartozik.

## Fekvése
Károlyvárostól 47 km-re, községközpontjától 8 km-re délnyugatra a Kis-Kapela keleti lejtőin, az A1-es autópálya mellett fekszik. Itt található az autópálya egyik pihenőhelye.

## Nevének eredete
Neve a horvát modar (= kék) melléknévből származik. Az egykori Modrus-Fiume vármegye egyik névadó települése.

## Története
A Modrus feletti Terzsán vára Vjekoslav Klaić horvát történész szerint valószínűleg már a horvát nemzeti királyok idejében állt. A 9. század elején vélhetően már fontos szerepet játszott a tengermelléki horvát herceg Borna és a szávamenti horvát herceg Ljudevit közötti harcban. Modrus a 11. századtól megyeszékhely volt, 1163-ban mint plébánia székhelyét említik. A várat 1185-ben említik először. 1193-ban III. Béla az egész Modrus vármegyével együtt Vegliai Bertalannak a Frangepánok ősének adományozta. Ettől fogva évszázadokig a Frangepán család birtoka, a modrusi ág székhelye volt. A várat Tržan (Terzsán) néven csak 1437-ben említik először, amikor a zágrábi káptalant megerősítik itteni birtokaikban. A vár körüli települést 1240-ben már civitasként említik, majd kiváltságaiban az 1333-ban a Frangepánok udvarában itt vendégeskedő Károly Róbert is megerősíti. Az 1449-es birtokmegosztáskor a vár a várossal együtt Istvánnak, a modrusi ág ősének jutott.
A középkori Modrusból sajnos mára szinte semmi sem maradt. A régebbi források szerint a városban több templom, püspöki palota, nemesi paloták, módos polgárházak, piactér állt, mely mellett mint az a korabeli oklevelekből kitűnik a Fragepán grófoknak is állt egy palotájuk. Egy 1463-as oklevél szerint a grófok nevében a várost egy familiárisuk irányította, akinek a Szent Lélek templom közelében állt a háza. Több módos polgárnak is volt palotája vagy udvarháza (dvor). A polgárok a grófnak szolgálattal és adófizetéssel tartoztak. Rajtuk kívül számos kereskedő, iparos és jobbágy is élt a településen.
A templomok közül a városfalakon belül állt a Keresztelő Szent János, a Szent Márk, a Szűz Mária székesegyház, a Szent István és a Szentháromság templom. A falakon kívül a ferencesek Szent Lélek temploma és kolostora, a domonkosok Szent Antal temploma és kolostora, a Szent Katalin és Szent Mihály templomok, a pálosok Szent Miklós temploma és kolostora a Gvozd nevű helyen, valamint a Szent Miklós kápolna a zenggi út kereszteződésében állt és a várban is állt egy Szűz Mária-kápolna. Itt haladt el a tengermellék felé vezető egyik fontos kereskedelmi út, melyen itt harmincad vámot szedtek. A várost magát erős falakból és tornyokból álló városfal zárta körbe. Északi és déli kapuit négyzetes kaputornyokkal erősítették meg. A falakat kívülről védőárkok vették körbe.
1460-ban Udbina eleste után II. Piusz pápa a korbáviai püspökség székhelyét is Modrusba helyezte át. A Szűz Mária-templom püspöki székesegyház lett. 1493. szeptember 9-én a Hadum Jakub boszniai szandzsákbég serege a korbáviai csatában nagy vereséget mért Derencsényi Imre horvát bán rosszul felfegyverzett, főként felkelőkből álló horvát seregére. A csatában számos horvát nemes között maga Derencsényi is elesett. A csata után a törökök teljesen elpusztították a város környékét. Magát Modrus városát is bevették és felgyújtották, a támadásnak csak a város feletti hegy csúcsára épített Terzsán vára tudott ellenállni. A török támadás elől a püspöknek Noviba kellett menekülnie, a Frangepánok pedig az északabbra fekvő biztonságosabb Ogulinban építették fel új várukat noha székelyük továbbra is Modrus maradt. 
A vesztes mohácsi csata után törökök elfoglalták Likát és Korbáviát, Likából 1527-ben török szandzsákot alakítottak ki. Modrus vára egy csapásra a török elleni védelem első vonalába került és stratégiai szerepe ugrásszerűen megnőtt. 1553-ban Lenkovics Iván zenggi várkapitány királyi katonasággal, ágyúkkal és korszerű tűzfegyverekkel erősítette meg védelmét. A Frangepánok hiába kérték vissza többször is várukat, abban már végig királyi katonaság maradt. 1639-ben Pieroni császári hadmérnök aki védelmi szempontból vizsgálta meg a várat azt elég rossz állapotban találta. A vár négyszögletes lakótornya tető nélkül állt, lakás céljára csak a palota néhány szobája volt alkalmas. Jelentésében javaslatokat is tett a védelem javítására. 1642-ben a haditanács háromezer forintot, eszközöket és munkaerőt biztosított Ogulin, Modrus és Oštarje falainak kijavítására. 1671-ben Frangepán Ferenc Kristóf lefejezésével a Frangepán család kihalt, így Modrus is a kincstárra szállt. A 17. századra vár is elvesztette jelentőségét és előbb őrségét csökkentették, 1720 után már szinte üresen állt, őrség 1791-ig állomásozott benne.
A 18. században a település a katonai határőrvidék részeként jelentőségét elveszítve faluvá zsugorodott. Julius Fras Zágrábban 1835-ben kiadott topográfiai művében Modrus várának környékén hat templomromot említ. Közülük a Szent Márk és a Szent Lélek templom romjai voltak felismerhetők. Az egykori kolostor templomát Szent Antal kápolnaként használták. Rajtuk kívül még a várostól délre feküdt Szent Miklós kolostor romjait azonosították. 1910-ben 2015, túlnyomóan horvát lakosa volt. Trianonig Modrus-Fiume vármegye Ogulini járásához tartozott.

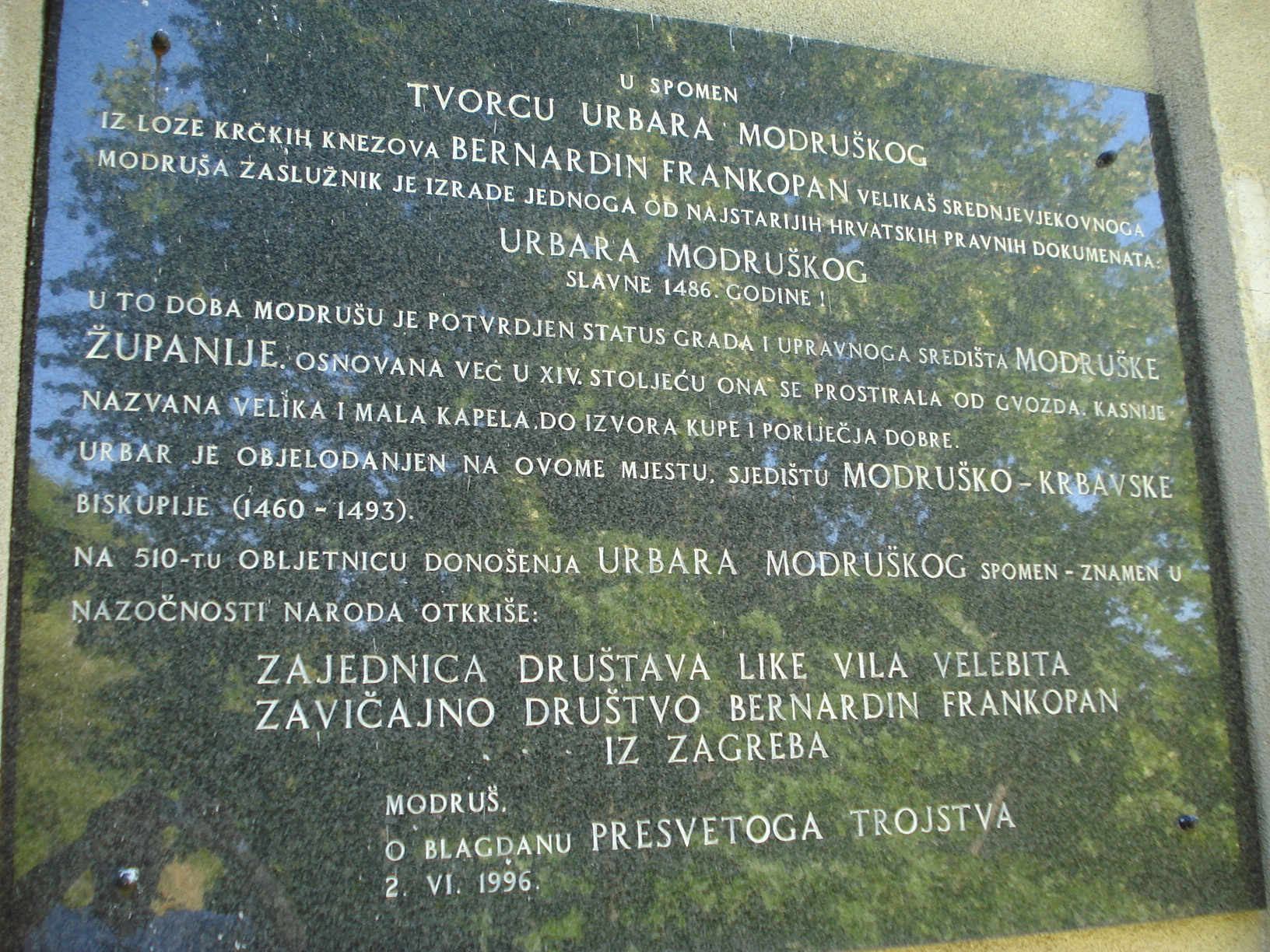
Frangepán Bernát gróf és a modrusi urbárium emléktáblája

1942-ben a települést a szomszédos falvakból behatoló szerb partizánok foglalták el és felégették. Az önálló horvát állam megalakulása utáni közigazgatási átszervezéskor Modrus Josipdol község része lett. Plébániája a gospić-senji püspökség ogulini esperességéhez került. A délszláv háború során Modrust is a szerb krajinához kívánták csatolni. Épületei ágyúk és aknavetők célpontjaivá váltak. Az első találatok 1992. december 7-én érték az út menti házakat, a Szent Miklós kápolnát és a Szentháromság-templom tornyát. Nem kímélték a történelmi műemlékeket sem. Még a háborús események sem akadályozták meg a helyieket abban, hogy 1993-ban megemlékezzenek a Frangepánok ideérkezésnek nyolcszázadik és a modrusi urbárium keltezésének ötszázadik évfordulójáról. A falu háború utáni újjáélesztésére két hazafias szervezet, a Frangepán Bernát nevét viselő és a Vila Velebita szövetkezett. 1996-ban emléktáblát avattak a gróf és a modrusi urbárium emlékére. 1997-ben megalakult a helyi kulturális és művészeti egyesület a KUD „Gradina”.

## Lakosság

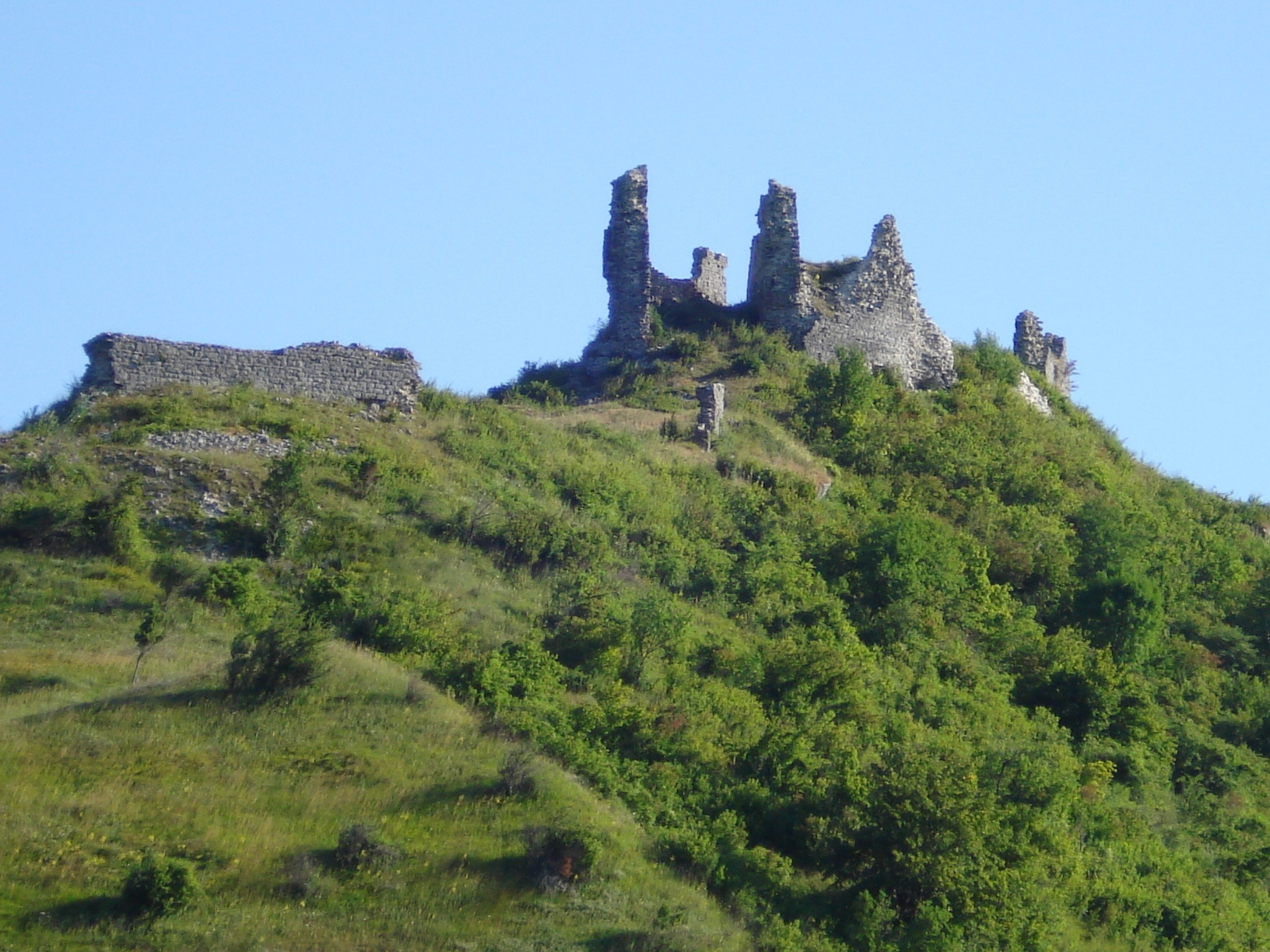
A vár romjai délnyugat felől

| Lakosság változása | Lakosság változása | Lakosság változása | Lakosság változása | Lakosság változása | Lakosság változása | Lakosság változása | Lakosság változása | Lakosság változása | Lakosság változása | Lakosság változása | Lakosság változása | Lakosság változása | Lakosság változása | Lakosság változása | Lakosság változása |
| ------------------ | ------------------ | ------------------ | ------------------ | ------------------ | ------------------ | ------------------ | ------------------ | ------------------ | ------------------ | ------------------ | ------------------ | ------------------ | ------------------ | ------------------ | ------------------ |
| 1857               | 1869               | 1880               | 1890               | 1900               | 1910               | 1921               | 1931               | 1948               | 1953               | 1961               | 1971               | 1981               | 1991               | 2001               | 2011               |
| 1105               | 1208               | 1220               | 1114               | 1117               | 1164               | 985                | 957                | 756                | 634                | 536                | 400                | 311                | 269                | 197                | 165                |

## Modrus régészeti kutatása
1966-ban Zorislav Horvat vezetésével szakemberek érkeztek a középkori település, főként a volt püspöki székesegyház maradványainak felkutatására, de érdemi feltárás nem történt. 1976-ban Ivan Tironi ogulini muzeológus végzett ásatásokat a településen, mely során feltárta a középkori székesegyház alapfalait. Ennek során megtalálta az átépítés előtti Szent Márk plébániatemplom, valamint a város első plébániatemplomának a román stílusú Keresztelő Szent János templomnak az alapfalait is. Feltárásra került városfal több szakasza és több védőtornyának alapfala is.
A Szentlélek templomból megőrződtek maradványok. A 20. század elején készített fényképeken még láthatók voltak a templom északi falai, hajója és szentélye. Mára ebből szinte csak kőhalmaz maradt, melyből a szentély déli falának egy része, a hajó és a szentély északi sarka áll ki. Nyaranta az egészet magas fű és bozót takarja. A Páduai Szent Antal templom 1966-ban még romokban, tető nélkül állt, mert a II. világháborúban leégett. Az újabb időkben megújították. A Szent Ilona és a Szent István templomnak 1966-ban még az alapjait sem találták meg. Utóbbi a hagyomány szerint a várostól nyugatra állt, az előbbit pedig valószínűleg nem jó helyen keresték. A Szent Miklós kolostor romjai a Mala Kapela oldalában a Kloštarnak nevezett helyen találhatók fákkal, fűvel és bozóttal benőve. A kolostor keleti oldala maradt meg valamennyire, a nyugati rész falai teljesen, az egykori helyiségek falai félig lepusztultak. A déli oldalon a forrás mellett találhatók a kolostor templomának romjai. A legmagasabban a hajó falai állnak. A középkori város házainak maradványait a várhegy lejtőjén látható földhalmok fedik. Ezek arról árulkodnak, hogy a falak kiterjedésén túl is álltak egykor épületek egészen az egykori székesegyház romjai alatti területig.

## Nevezetességei
- A falu felett északnyugatra emelkedő magaslaton helyenként emeletnyi magasságban állnak Terzsán (Tržan) várának romjai.[4] A vár pontos építési ideje nem ismert, egyes feltételezések szerint már a 9. század elején is állt. A régészeti kutatás szerint legrégibb része az öregtorony, melyet építési stílusa alapján a 11. és 13. század közé datálnak. Ma is tekintélyes maradványai alapján tízszer tizenegy méteres méretével, három emeletével, vaskos falaival az ország egyik legnagyobb méretű lakótornya volt. Alsó szintjén a kiszolgáló helyiségek, második szintjén lakóhelyiségek, harmadik szintjén az őrség szállása volt. Eredetileg toronysisak fedte, mely 1639-ben már hiányzott. A belső várba csak a tornyon keresztül lehetett eljutni. A belső várban állt a várpalota a konyhával és a raktárhelyiségekkel. Itt zajlott a várúr és udvartartásának mindennapi élete. Ettől északra voltak a vár gazdasági kiszolgáló épületei, a szolgák szállásai, istállók, műhelyek és raktárak. Keletről egy négyszögletes torony (a Dózse, vagy Pápa torony), nyugatról sánc védte. A lakótorony alatt a déli, lankásabb rész valószínűleg későbbi bővítmény, a 13. – 14. században épülhetett, ahol a vámhely, vendégház, a kereskedők szálláshelyei voltak. Épületei nagyrészt fából voltak. Ostrom idején ide húzódott a lakosság, békeidőben itt volt a piactér. A hagyomány szerint a várban kápolna is volt, de ennek nyoma nem maradt. A középkori város a hegy lábánál fekvő lankásabb részen terült el, egykor szintén falak övezték. A várral két, hegynek fölfelé tartó fal kötötte össze, melynek nyomai ma is láthatók. A középkori város nincs feltárva, így csak feltételezések vannak, hogy hol lehetett a piactér a templomokkal és a palotákkal. A városfalakból kis részek maradtak fenn.
- A Keresztelő Szent János templomot 1457-ben említik utoljára Frangepán István egyik oklevelében. Ivan Tironi 1976-os ásatásai során a székesegyház északi hajójának falánál egy régebbi templom falát találta, mely valamivel vékonyabb volt a székesegyház falainál. A hajó keleti falánál aztán rábukkant a régebbi templom félköríves, apszisára is. Megállapította, hogy a régebbi román stílusú templom a székesegyház területének közepén helyezkedett el. A régi templom hajójában zömök oszlopok alapozásait találta, melyek egykor valószínűleg egy donga, vagy keresztboltozatos mennyezetet tartottak. A maradványokat az egykori román stílusú Keresztelő Szent János templommal, Modrus első plébániatemplomával azonosította. A források szerint a templom mellékoltárai Szent Lúcia és Szűz Mária tiszteletére voltak szentelve. Később a Szent Márk templom épült erre a helyre.
- A Szent Márk plébániatemplomról a modrusi káptalan 1460-as adománylevelében feljegyzik, hogy a Szent Márknak szentelt főoltár mellett Szent Kerénynek, Szűz Máriának, Szent Jánosnak és Szent Erzsébetnek szentelt oltárai voltak. A templom része volt egy kápolna is. Miután II. Piusz pápa a korbáviai püspökséget Modrusba helyezte át a korábbi plébániatemplomot pápai dekrétummal Szűz Mária székesegyház rangjára emelte. Valószínűleg a templomot ekkor bővítették és belsejét díszesebbé építették át. Harminc évvel később azonban a török veszély miatt a püspökséget Noviba kellett áthelyezni. Az 1493-as törökdúlásban a székesegyház is elpusztult. 1976-ban Tironi a székesegyházat is feltárta, megtalálva mellette a régebbi plébániatemplom falait. A feltáráskor előkerült a sekrestye fala és a szentély felőli bejárata és a négyszögletes szentély északkeleti sarka, mely gótikus jegyeket mutatott. A templom többi részéről nincs adat, valószínűleg részben a 14. században, vagy a 15. század elején épült, de mindenképpen kisebb terjedelmű volt az új székesegyháznál.
- A Szűz Mária székesegyház az akkori korbáviai püspökség egyik legnagyobb egyházi építménye volt. Feltárása 1976-ban történt, a Szent János és Szent Márk templomokkal, valamint a környező várfalak, tornyok és sáncok feltárásával egyidejűleg. Az ásatások szerint hajója 15,6x22,2 méter, szentélye 9,8x12,0 méter volt és szintben valamelyest lejtett a hajóhoz képest. A szentély északi oldalán volt a sekrestye. Az ásatások a harangtorony helyét nem tárták fel, de a fennmaradt feljegyzések szerint néhány lépésre volt a szentélytől a déli oldalon. Építési stílusa alapján a tengermelléki városok, Spalato, Zengg és Rab harangtornyaihoz volt hasonló. Valószínűleg még a Szent Márk plébániatemplom tornyaként épült meg az épület korai építési idején. Čolić püspök az 1750-es egyházlátogatáskor feljegyzi, hogy magasságával messze a többi épület fölé kiemelkedett. A korabeli ábrázolásokon egy karcsú, hegyes toronysisakkal ellátott tornyot látunk. A maga korában a város egyik szimbóluma lehetett. A templomnak csarnokszerű hajója volt, de lehet hogy többhajós volt az építmény. Két kőből épített kapuzattal rendelkezett. A főkapuzat a nyugati homlokzaton, a másik az északi falban nyílott. A háromoldalúan záródó szentélyben megtalálták az oltár alapjait, két falba süllyesztett és két padozatba süllyesztett gazdagon díszített fehér sírkővel. Ezek azt bizonyítják, hogy Modrus pusztulása után a templomot újjáépítették és egészen az 1530-as évekig ellátta funkcióját. Nem tudjuk, hogy pontosan kiket temettek el ide, talán Frangepán Istvánt, a fiát Bernátot, vagy egy ismeretlen püspököt. Peter Runje szerzetes 1462-ben feljegyzi, hogy Natalis nini püspököt a modrusi úton érte szerencsétlenség és Tersanban temették el. Fras még látta a Frangepán címert a templom boltozatának zárókövén. Alapfalait 1976-ban tárta fel Ivan Tironi.
- A ferencesek Szentlélek temploma és kolostora. A ferencesek két legrégebbi kolostora Horvátországban a korbávai és a modrusi volt, mindkettő a 14. század második felében épült. A ferencesek itteni templomát egy a vatikáni levéltárban őrzött irat említi először 1460-ban. XI. Gergely pápa még 1378-ban engedélyezte a zenggi ferences kolostornak, hogy Modrusra jöjjenek és vegyék át a Szent Ferenc templomot, harangtornyot, temetőt és házat, melyet 1377-ben Frangepán István vegliai, zenggi és modrusi gróf építtetett és adományozott nekik. Feltételül szabta azt is, hogy legkevesebb tizenkét szerzetesnek kell a kolostorban szolgálni. A rend gyorsan terjeszkedett és a 15. század első felében a Szentlélek tiszteletére új templomot emeltek, melyet a Szentlélek tiszteletére szenteltek fel. 1493-ban mivel a falakon kívül volt könnyen elpusztította a török, de újjáépítették és még 1506-ban is a boszniai ferences tartományhoz tartozó kolostorként működött. A templom egy négyszögletes hajóból és egy meghosszabbított bordás boltozatú szentélyből állt. A szentély déli oldalán sekrestye vagy kápolna állt. Zömök harangtornya a nyugati homlokzat felett emelkedett. Formája Marsili 1700-ban készített rajzáról ismert. A templomban nemes családok sírjai voltak. Laszowski szerint még 1750-ben is látható volt a kolostor területe, de mára nem maradt nyoma és helyét sem tudják pontosan meghatározni. A 18. század eleji egyházlátogatás szerint a Szent Antal templom mellett állt. A templomnak ma a Modrus melletti mezőn a középkori polgárházak maradványai mellett láthatók romjai.

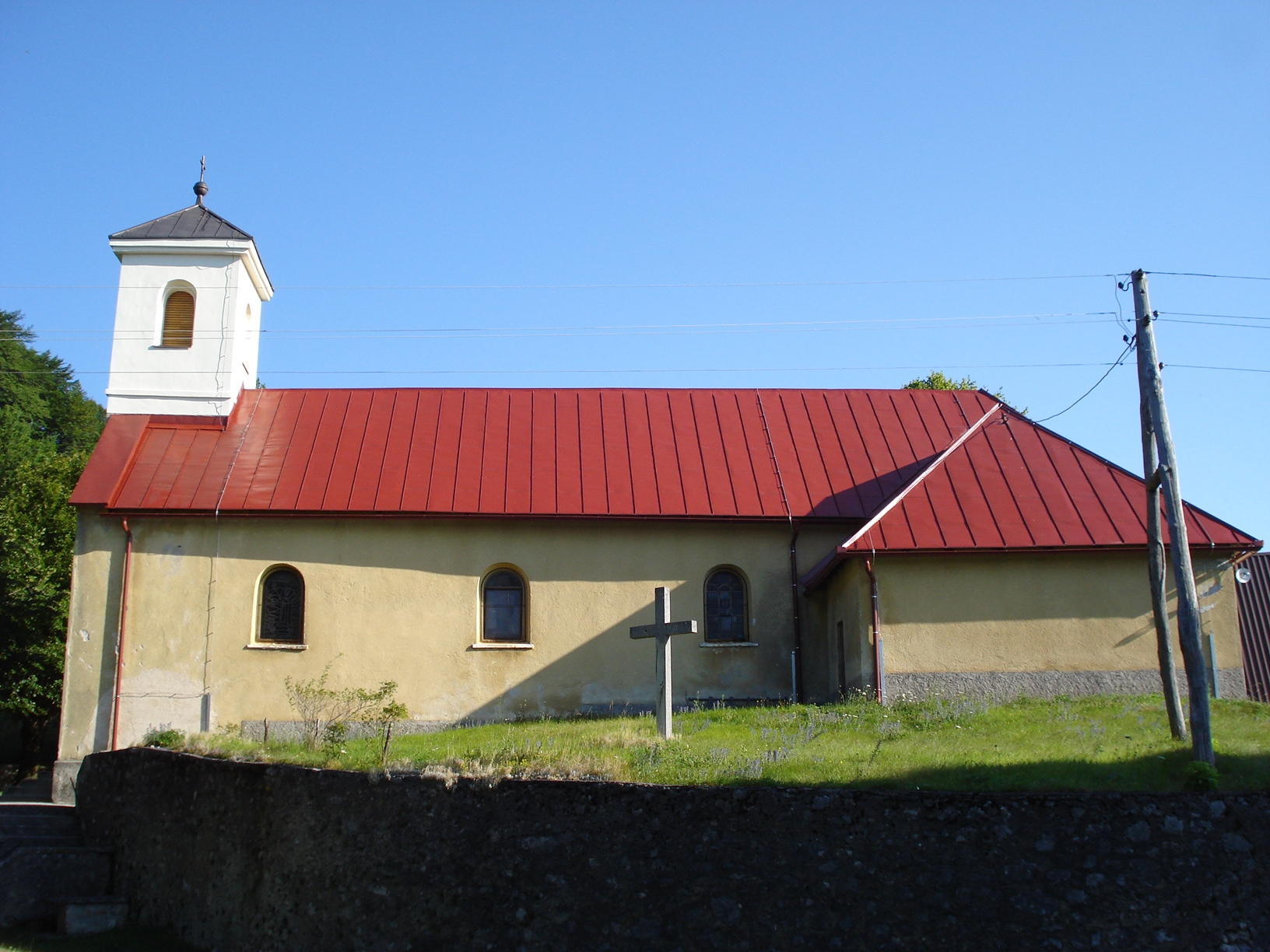
A Szentháromság plébániatemplom

- A Szentháromság templom a település mai plébániatemploma az egykori városfalra épült. A templomot egyetlen, a török időket megelőző forrás sem említi, tehát valószínűleg későbbi építmény. Első említése a 18. század elejéről származik és Marsili rajzán is látható. A templomtól lejjebb a „Biskupija“ nevű helyen állt a modrusi püspökök egykori palotája.
- Remete Szent Antal tiszteletére szentelt temploma távol a városfalaktól a zenggi út mellett állt. Közelében volt a domonkos atyák kolostora is. A templomot 1379-ben említik először. Az 1486-ban kelt modrusi urbárium említi jobbágyait és azok kötelezettségeit, de a kolostorról nem szól. 1491-ben a rend regesztáiban azonban szerepel a modrusi Szent Antal kolostor. Utoljára 1511-ben említik amikor a szerzetesek már elhagyták és a tengermellékre költöztek. A templom mellett a kolostornak nyoma sem maradt, bár Marsili rajzán még látható a kolostor romjai („ruine closter”) felirat. Lehet, hogy a kolostor épülete a templomtól kissé távolabb a város felé volt. A mai Szent Antal templom középkori eredetű, a török idők után a domonkos kolostor romjaiból építették újjá. Egyhajós épület, harangtornya és sekrestyéje a nyugati oldalon áll. Építési stílusa a tengermellék és Isztria hasonló egyházi épületeinek formáját tükrözi.

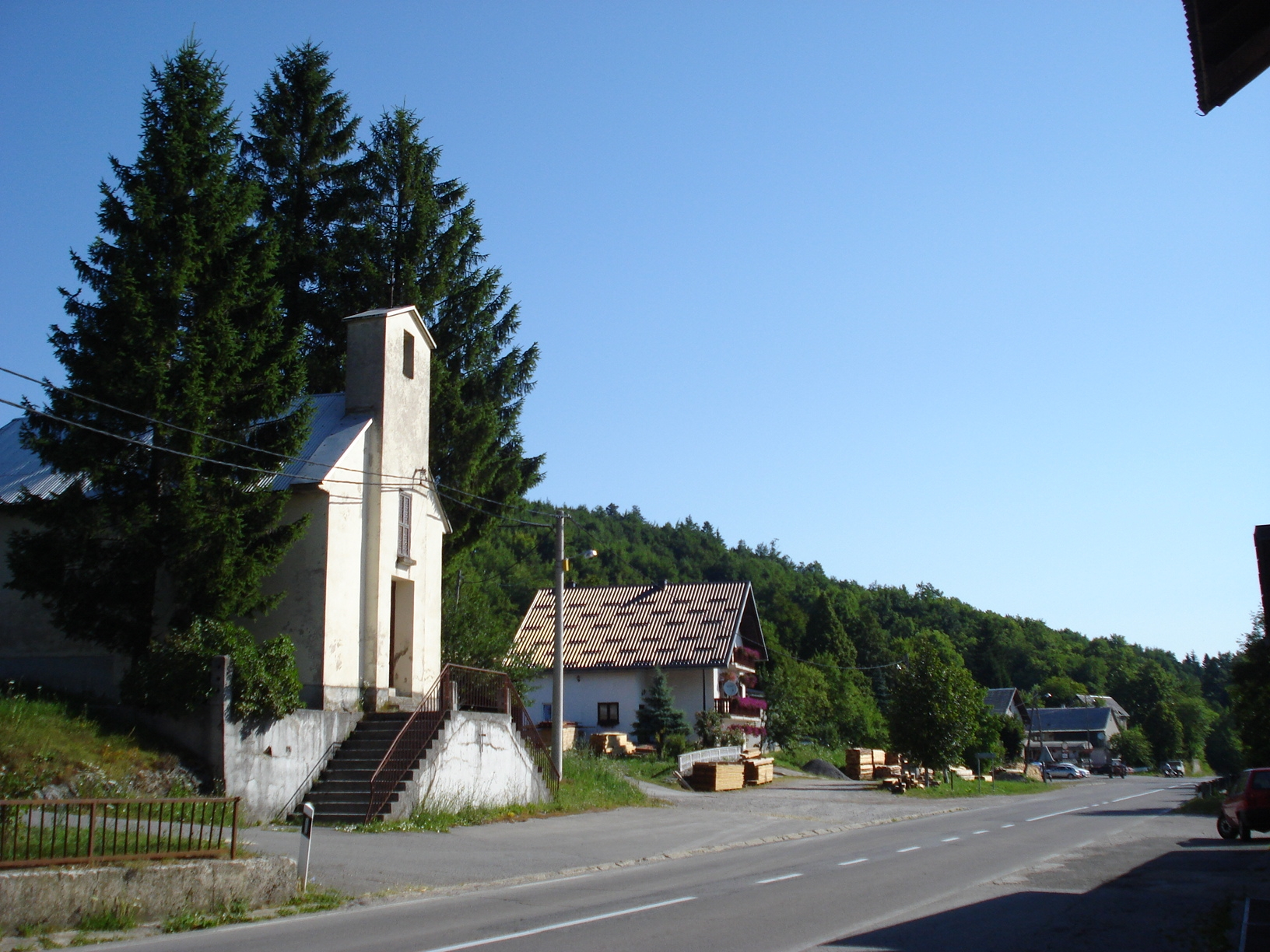
Modrus főutcája a Szent Miklós kápolnával

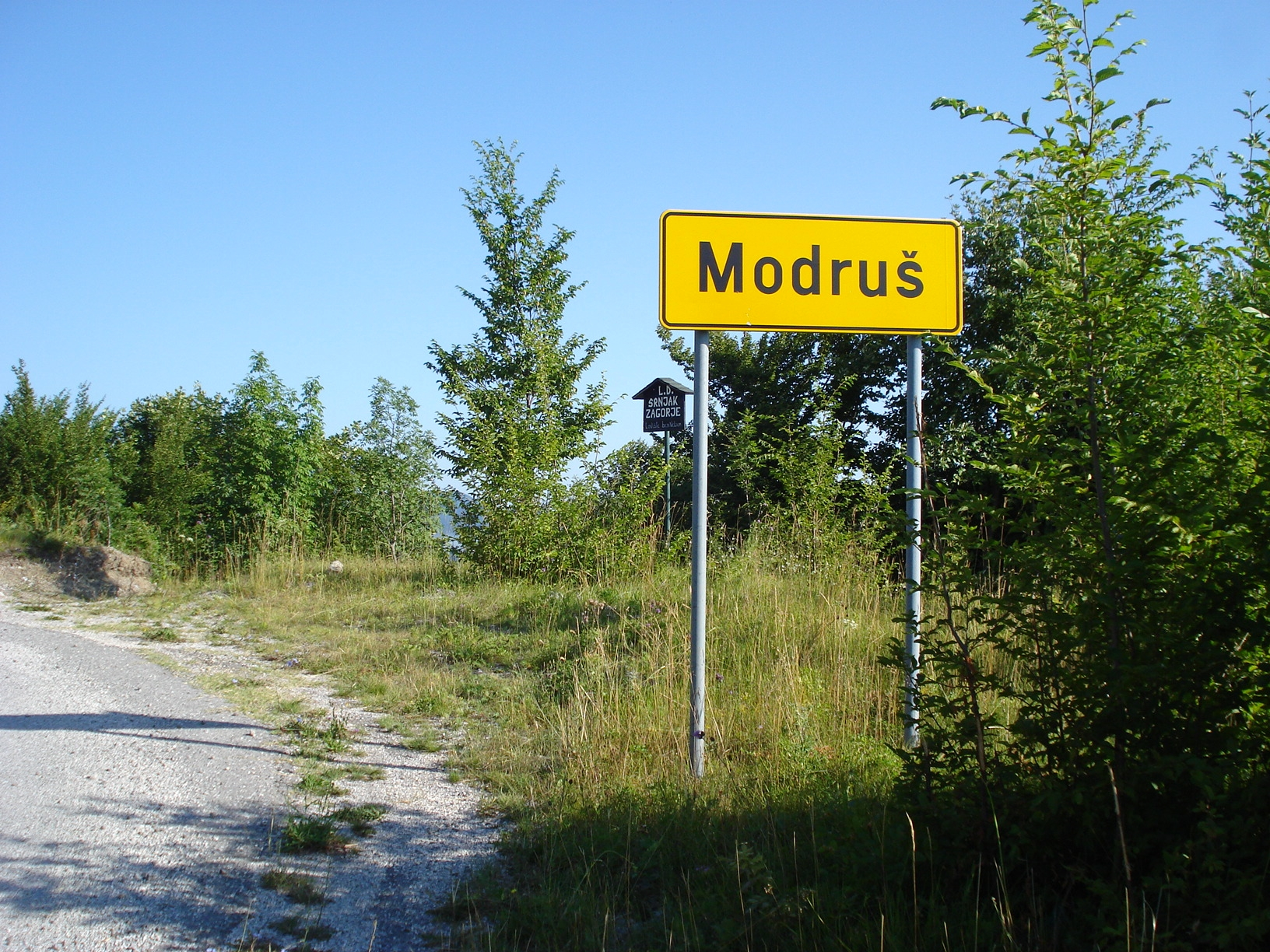
A falu bejárata

- A Szent Miklós kápolna a Modrusról Zengg felé menő út mellett épült, homlokzata délkeletre néz. Rövid, háromszögű záródású, dongaboltozatos szentélye van. Építési ideje nem ismert. A II. világháborúban megsérült és újjá kellett építeni. Ekkor épült új harangtornya is.
- A Szent Katalin templomot egy 1460-ból származó oklevél említi „ecclesia sanctae Catharinae in Campo Modrussiae“ (azaz a modrusi mezőn levő Szent Katalin plébánia) alakban. A régebbi források nem tudnak ilyen templomról és a modrusi urbárium sem említi. Laszowski a falakon belüli Szent Ilona templommal azonosítja. A helyiek egy másik Szent Ilona templomról is tudnak, mely a falakon kívül a modrusi réten állt.
- A Mihály arkangyal templomot F. J. Fras említi történeti művében. A modrusi káptalan adománylevelében említenek egy falakon kívüli Szent Mihály templomot („ecclesia sancti Michaelis extra muros civitatis“). Az egyik városkapu is Szent Mihály nevét viselte. Feltételezhetően ennek közelében állhatott, de pontos helye nem ismert.
- A város északi kapujánál is állt egy templom, mely jól látszik L. F. Marsilinek a városról 1700-ban készített rajzán. Titulusa nem ismeretes, de formája egyedülálló. Az épület két egyenlő részből állt. Nyugati homlokzata a belső várfalra, északi oldala a városkapura támaszkodott. Emil Laszowski és Vjekoslav Klaić történészek a Szent István templommal azonosították.
- A pálosok Szent Miklós gvozdi templomát és kolostorát[5] a 14. században Frangepán János gróf alapította és a 15. századra az ország legjelentősebb pálos kolostorává fejlődött. Ekkor mintegy nyolcvan pálos szerzetes élt itt. A kolostor létét már 1364-ben megerősíti a pálosok egyik oklevele. A többi pálos kolostorhoz hasonlóan itt is élénk hit és közösségi élet, magas fokú írásbeliség, papnevelés, a horvát nyelv és kultúra ápolása folyt. Hatalmas könyvtárral és nyomdával is rendelkezett. Itt volt a rend tengermelléki és horvát-isztriai vikáriusának központja. Birtokokkal rendelkezett nemcsak Modrus vidékén, de Likában és Veglián is. Itt kelt 1412-ben a Crikvenicai pálos kolostort megalapító okirat is. A török a 16. század elején elpusztította és csak 1705-ben, egyszerűbb formában, kápolnával és néhány szobával építették újjá. 1786-ban a rend megszüntetése után a szerzeteseknek el kellett hagyniuk, az épületek pedig az enyészet martalékai lettek. A gvozdi kolostor romjai a régi zenggi úthoz közel mélyen az erdőben a Kloštar nevű helyen.
- A Rožići-kút[6] a történelmi Jozefina út mentén, a Nagy-Kapela egyik emelkedőjén található. A kutat 1834-ben építtette Josip Kajetan Knežić őrnagy, a Jozefina út építője. A kút felépítménye egy 7 m magas obeliszk, bevésett feliratokkal és a kifolyónál kagyló díszítéssel. A kút építménye annak a számos kísérő épületnek az egyike, amelyek a Jozefina úttal együtt, a 18. és 19. századi útépítés során a kiemelkedő és egyedi alkotásokat jelentik.